# تپه شباندر
تپه شباندر مربوط به هزاره۲ و ۱ قبل از میلاد است و در شهرستان مانه و سملقان، روستای کریک واقع شده و این اثر در تاریخ ۲۳ فروردین ۱۳۴۶ با شمارهٔ ثبت ۷۱۷ به‌عنوان یکی از آثار ملی ایران به ثبت رسیده است.